# Чигирі (Амурська область)
Чигирі (рос. Чигири) — село у Благовєщенському районі Амурської області Російської Федерації. Розташоване на території українського історичного та етнічного краю Зелений Клин.
Входить до складу муніципального утворення Чигиринська сільрада. Населення становить 10 244 особи .

## Історія
З 8 квітня 1937 року належало до новоутвореного Благовєщенського району Амурської області.
Після того, як указом Президії Верховної Ради РРФСР від 1 лютого 1963 року Благовіщенський район був скасований, село увійшло до складу Іванівського району, допоки 30 грудня 1966 року Благовіщенський район був відновлений.
З 21 вересня 2005 року органом місцевого самоврядкування є Чигиринська сільрада.

## Населення
| 2002  | 2010    | 2012  | 2013  | 2014  | 2015  | 2016  |
| ----- | ------- | ----- | ----- | ----- | ----- | ----- |
| 2570  | ↗4299   | ↗4690 | ↗5258 | ↗5931 | ↗7306 | ↗8379 |
| 2017  | 2018    |       |       |       |       |       |
| ↗9402 | ↗10 244 |       |       |       |       |       |